# Carbon County, Utah
Carbon County är ett administrativt område i delstaten Utah, USA. År 2010 hade countyt 21 403 invånare. Den administrativa huvudorten (county seat) är Price. 

## Geografi
Enligt United States Census Bureau har countyt en total area på 3 845 km². 3 829 km² av den arean är land och 16 km² är vatten.

### Angränsande countyn
- Utah County, Utah - nordväst
- Duchesne County, Utah - nord
- Emery County, Utah - syd
- Uintah County, Utah - öst
- Sanpete County, Utah - väst
- Grand County, Utah - sydöst